# Langoëlan
Langoëlan település Franciaországban, Morbihan megyében. Lakosainak száma 404 fő (2022. január 1.). Langoëlan Lescouët-Gouarec, Silfiac, Séglien, Locmalo, Ploërdut és Mellionnec községekkel határos.

## Népesség
A település népességének változása:
| Lakosok száma | 812  | 575  | 429  | 396  | 403  | 388  | 380  | 378  | 388  | 404  |
|               | 1968 | 1982 | 1990 | 2006 | 2013 | 2015 | 2017 | 2019 | 2020 | 2022 |